# Mchinji
Mchinji is een stad in Malawi en is de hoofdplaats van het gelijknamige district Mchinji.
Mchinji telt naar schatting 27.000 inwoners.
De plaats was voorheen bekend onder de naam Fort Manning.